# 黃帝聖
黃帝聖（1982年9月25日—）是韓國的搞笑藝人。

## 演藝經歷
2002年以舞台劇演員踏上演藝之路，五年后于2007年 MBC節目正式出道。

## 影視作品
電視節目
| - 《하땅사》（MBC） - <CSI 科學搜查隊> 飾演 法医學博士助手 - <지못미> 飾演 男朋友的靈魂 - 《Gag啊》（MBC） - <是啊~~> 飾演 顽皮的幼儿园学生 - <心靈道士> 飾演 Harry Potter 童子 - <LS Club> - <Orange Boy> - 《改变世界的问答》（MBC） - 《笑了又笑》（MBC） - 《拯救能夠做到的人》（MBC Every1） - 《陷入喜剧 》（MBC） - 《蓝色巨塔 Returns》（tvN） - 《켠김에 왕까지》（Ongamenet） - 《我们结婚了 》（MBC） - 《爱情游戏》（SBS Power FM） - 《明星金钟一年一班》（KBS） - 《黃金巨塔》（tvN） - 《喜剧大联盟 》（tvN） - “오춘기” - “깝스” - “忠清道的力量” - “祖母”飾演 祖母 - “好朋友們” - “真實劇埸 选择” - “Happy End” - “魔性的娜萊Bar” - “你父母是誰？” - “演技是演技”飾演 新進演員 - <<選手是選手>> - <<뽀스베이비>> - “瘋狂和聲” - “秀國王” | - 《爱情频率37.2》（MBC Every1） - 《Frost醫生》（OCN） - 《微生物》（TVN）飾演 張百基（ 姜河那 ） - 《女王之花》（MBC）飾演 <母親的飯桌>的主持 - 《超人时代 》（tvN）飾演 马东德 - 《有趣地观看世界五重奏》（TV朝鲜） - 《真的漢子》（MBC） - 《隐秘而伟大》（MBC） - 《世界上沒有壞狗狗》（EBS1）旁白 - 《時尚媽咪》（MBC）飾演 單戀男 - 《胡同王》（tvN） - 《坏爸爸》（MBC） - 《傻瓜們的監獄生活》（ tvN ）（ 2019年 ） - 《窮遊豪華團》（ tvN ）（ 2019年 ） - 《Super Hearer》（ tvN ）（ 2019年 ） - 《Player》（ tvN ）（ 2019年 ） - 《無論什麼friends》（ tvN ）（ 2019年 ） |

电影
- 拯救能夠做到的人 （2010）

主持
- MBC《Power Magazine》（ 2010年 ）
- MBC《親親親 小朋友萬歲》（ 2010年 ）
- MBC《꿀단지》（ 2010年 ）
- MBC 《Section TV 演藝通信》（ 2010年 ~ 2016年 ）
- 釜山MBC 海洋体育节目 和大海玩吧4
- EBS1《빡치미》

流行語
- 《Gag啊》
  - <是啊~~>  
    - “是啊〜”
    - “不怎麼樣的人来了”
    - “沿著來的路回去”
    - “去地獄吧”
    - “如果想捂住我的嘴，请在我的口袋里放一块巧克力棒。”
- 《喜剧大联盟 》
  - 〈깝스〉
    - “奶奶是韩国人〜”
    - “为什么那样做？为什么那么做？ Chicky Chicky Bang Bang！”
    - “我是国际警察〜侦探约翰逊黄〜”
    - “啊一古〜谁撕了我的书？是收到的礼物〜！”
    - “你是在拋棄我”
    - “门弄坏了，這女人！”
    - “對吗？可以吗？對吧！” （发音时必须切断）
    - “原來是肮脏的蜱虫！”
    - “那么，和偶吧一起去DVD室看一部清涼恐怖电影吗？”
    - “偶吧看电影时很鬱悶沒法穿著褲子了?”

  - <魔性的娜萊Bar>
    - “被监禁了！”

## 其他作品

### 節目
- 2008年 Section TV 演藝通信 （MBC）记者[4]
- 2015年 我们结婚了第4季（MBC）固定嘉賓
- 2016年 神秘音樂秀：蒙面歌王（MBC）
- 2016年 ~ 现在 世界上沒有壞狗狗（EBS1）旁白
- 2019年 腦性時代：問題男子（ tvN ）第190集來賓
- 2019年 搭飛機去（ Channel A ）

### 電台
- 2018年   SBS Power FM   “ 兩點逃出Cultwo Show”
- 阿凡达

### 廣告
- 2015年 KT olleh tv
- 2018年 Oronamin C

## 獲獎記錄
| 年份   | 頒獎典禮                   | 獎項                        | 獲獎作品   |
| 2008年 | 第16届大韓民國文化演藝大賞 | 新人笑星獎                  |            |
| 2008年 | MBC演藝大賞                | 情景喜劇部門 最佳男新人獎   |            |
| 2015年 | MBC演藝大賞                | 音樂／脱口秀部門 男子優秀獎 | 我們結婚了 |

## 外部連結
- 黃帝聖的Instagram帳戶
- 黃帝聖 Facebook